# Dubicze Cerkiewne
Dubicze Cerkiewne (belarussisch Дубічы Царкоўныя Dubičy Carkoŭnyja; litauisch Dubiče Cerkevnė) ist ein Dorf im Powiat Hajnowski der Woiwodschaft Podlachien in Polen. Sie ist Schulzenamt (polnisch sołectwo) und Sitz der gleichnamigen Landgemeinde mit etwas mehr als 1400 Einwohnern. Im Jahr 2011 hatte der Ort 276 Einwohner, davon waren 49,3 Prozent Frauen, ihr Anteil lag unter dem Anteil in der Woiwodschaft und im ganzen Land.

## Geographie

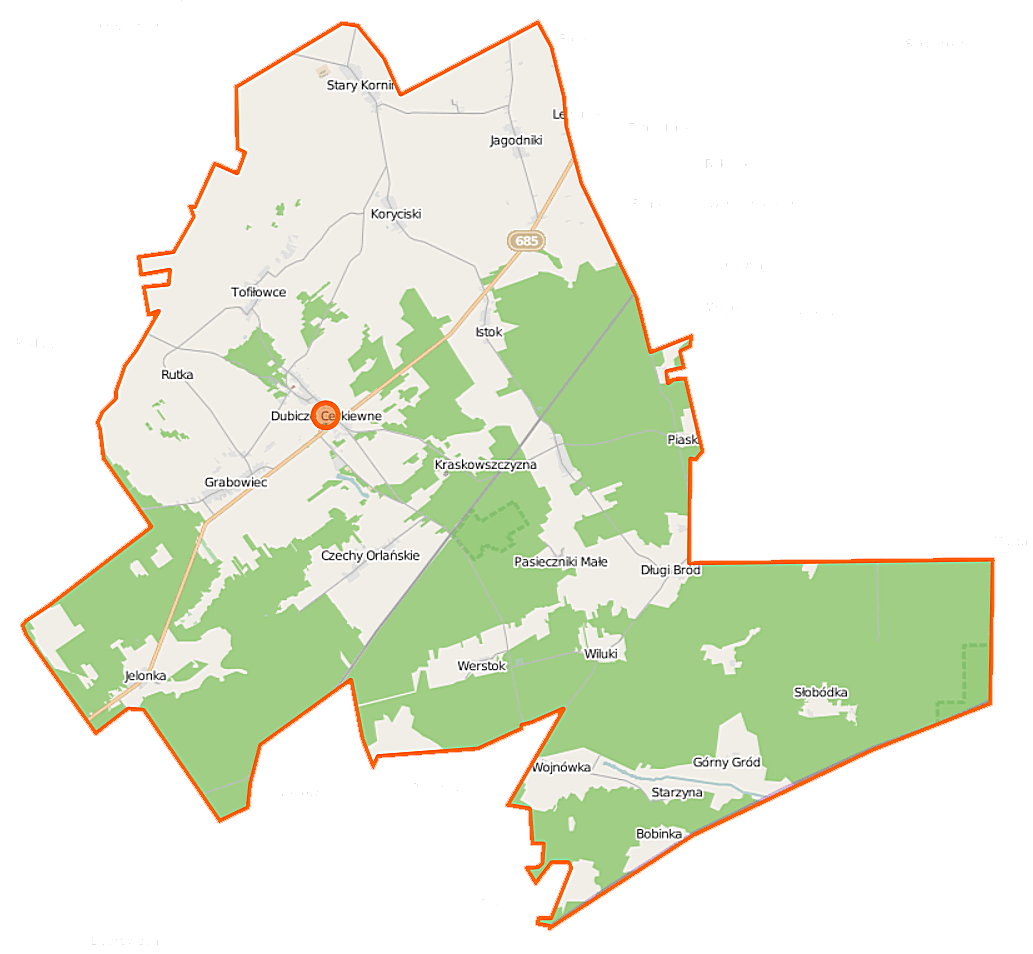
Karte der Landgemeinde

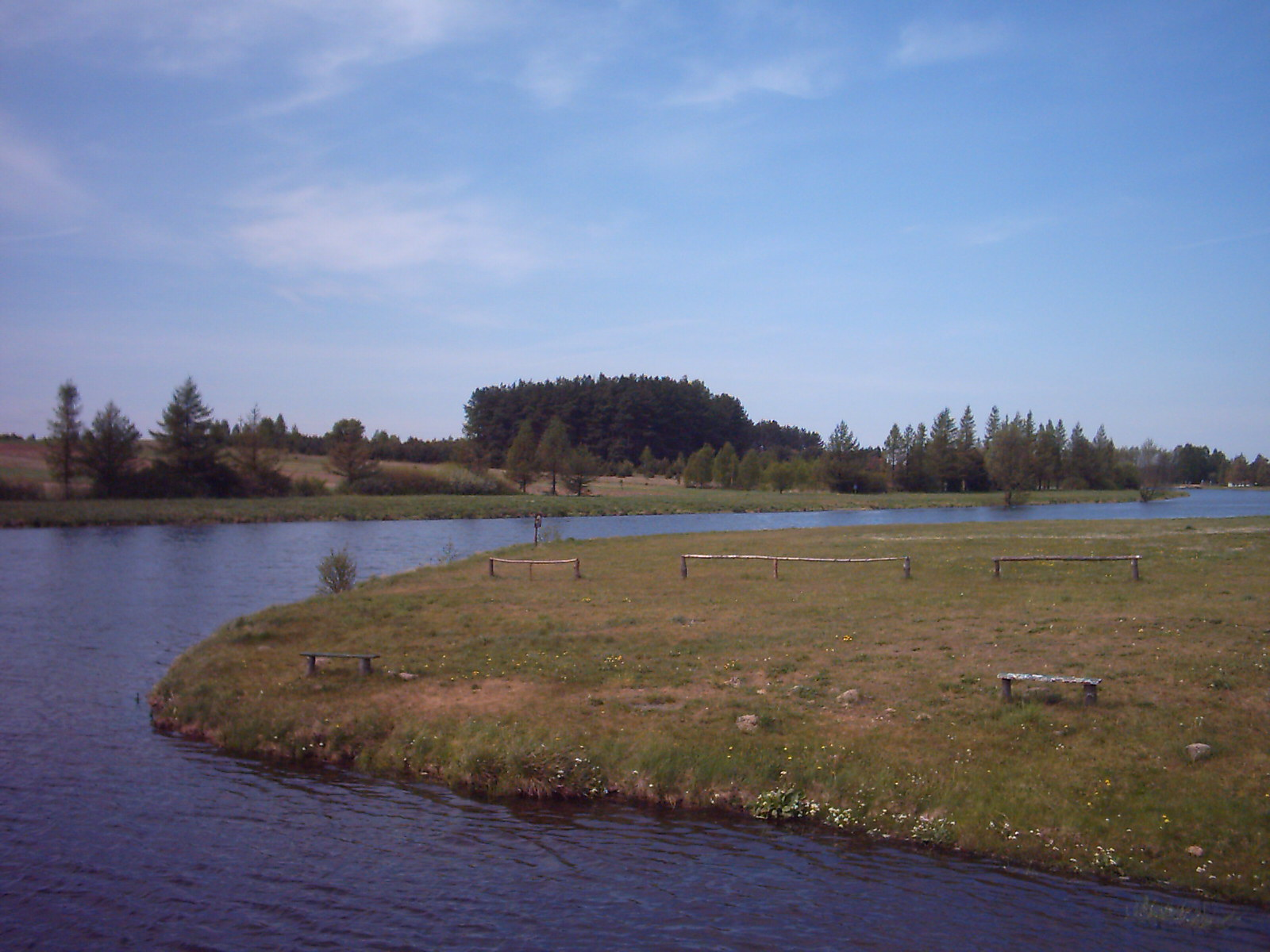
Orlanka und Zalew Bachmaty

Die Stadt Bielsk Podlaski liegt etwa zwanzig Kilometer nordwestlich, die Grenze nach Belarus acht Kilometer südöstlich. Die Orlanka wird im Süden des Dorfs zum Zalew Bachmaty, einem kleinen See, aufgestaut. Der Ort grenzt im Norden an Koryciski, im Nordosten an Istok, im Osten an Kraskowszczyzna, im Süden an Czechy Orlańskie, im Westen an Rutka und im Nordwesten an Tofiłowce (ehemals Dubicze Tofiłowce).
Die Landgemeinde ist mit neun Einwohnern je km² äußerst dünn besiedelt. Mit Stand Juni 2017 waren in der Landgemeinde sieben Naturschutzgebiete ausgewiesen und sieben Naturdenkmale eingetragen. In einer um fünf Objekte erweiterten Liste sind Kiefern im Alter von 200–330 Jahren aufgeführt.

## Geschichte
Das Dorf wurde 1532 erstmals erwähnt. Namensgebend war die Eiche (belarussisch dub). Als Kirchdorf bekam es den Zusatz „Cerkiewne“, um es von anderen Orten wie Dubicze Tofiłowce zu unterscheiden. Der Überlieferung nach bestand die orthodoxe Kirche seit Gründung des Ortes. Urkundlich bestätigt wurde diese 1553 durch König Sigismund II. August.
Die ehemalige Kirche befand sich im Südosten des Dorfs. Sie brannte ab und einer Legende nach wurde die Ikone durch den Brand an ein anderes Ende des Dorfs getragen. Dort wurde zwischen 1729 und 1770 die heutige Kirche errichtet. Einer weiteren Legende zufolge soll die Kirche jedoch in den Boden versunken sein. Es heißt am 12. Juli, dem Tag von Peter und Paul nach dem orthodoxen Kalender, könne man das Läuten der Kirchenglocken hören, wenn man dort mittags das Ohr auf den Boden legt. Ein Gedenkstein mit Kreuz erinnert seit 1902 an den Standort der alten Kirche.
Mit der Dritten Teilung Polens kamen Ort und Region nach 1795 zum Department Białystok in Neuostpreußen und mit dem Frieden von Tilsit 1807 zum gleichnamigen Oblast im russischen Zarenreich. Dieser ging 1842 im Gouvernement Grodno auf. Im Jahr 1919 wurde der Ort Teil der Woiwodschaft Bialystok der Zweiten Polnischen Republik. Im Zweiten Weltkrieg kamen Ort und Region an die Sowjetunion, mit dem Überfall auf diese 1941 zum Bezirk Bialystok. Nach der Rückeroberung durch die Rote Armee fiel das Dorf 1945 an die Volksrepublik Polen und der Powiat Bielski grenzte an die Sowjetunion.
Dubicze Cerkiewne wurde 1921 von 196 Personen in 46 Häusern bewohnt. Bei der Volkszählung vom 30. September 1921 gaben 191 an, Belarussen zu sein und fünf waren Polen. Alle gehörten dem orthodoxen Glauben an. Gegen Ende der 1920er Jahre bildeten sich im Ort Gemeinden der Baptisten und der Pfingstkirche. Sie unterhalten Gemeindehäuser in Dubicze Cerkiewne.

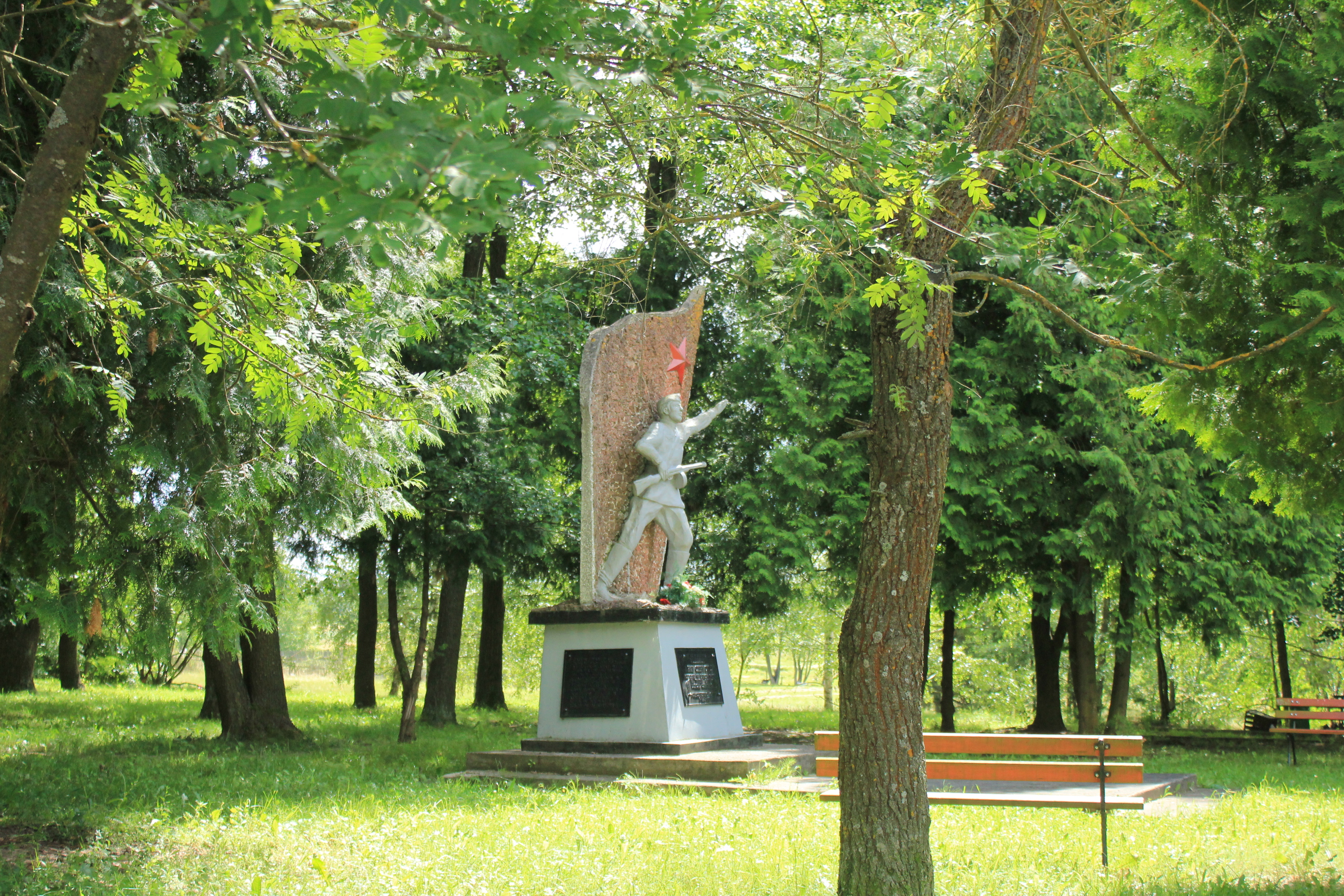
Ehemaliges Denkmal für gefallene Rotarmisten

Die Woiwodschaft Bialystok wurde 1975 im Zuschnitt verkleinert, der Powiat Bielski aufgelöst. Seit Januar 1999 gehört die Landgemeinde zum Powiat Hajnowski der Woiwodschaft Podlachien. Dubicze Cerkiewne schied 1952 aus der Gmina Orla aus und wurde Gemeindesitz. Nach zwei Jahren wurde die Gemeinde in Gromadas aufgelöst und 1973 wieder errichtet. Die Gromada Dubicze Cerkiewne bestand aus den Schulzenämtern (sołectwa) Czechy Orlańskie, Dubicze Cerkiewne, Dubicze Tofiłowce, Grabowiec und Rutka.
Das 1985 aufgestellte Denkmal für 27 gefallene Rotarmisten wurde 2018 als „Symbol des Kommunismus“ im Auftrag des Instituts für Nationales Gedenken (IPN) demontiert.
In den Jahren von 1998 bis 2011 ging die Einwohnerzahl um 8,6 Prozent zurück. Ihr durchschnittliches Alter liegt mit 46,4 Jahren etwa zehn Jahre über dem Landesdurchschnitt. Im Jahr 2002 gab es bei 108 Haushalten 37, die nur von einer Person bewohnt werden. Auffällig ist der geringe Anteil von Frauen im Erwerbsalter, 54 Frauen stehen 84 Männer gegenüber. Hinter der Gmina Czyże mit 81,81 Prozent hatte die belarussische Minderheit 2002 in der Landgemeinde Dubicze Cerkiewne mit 81,33 Prozent den zweithöchsten Bevölkerungsanteil in Polen.
Dorfschulzin (sołtys) ist Irena Kiryluk (Stand Dezember 2021).

## Sehenswürdigkeiten und Tourismus

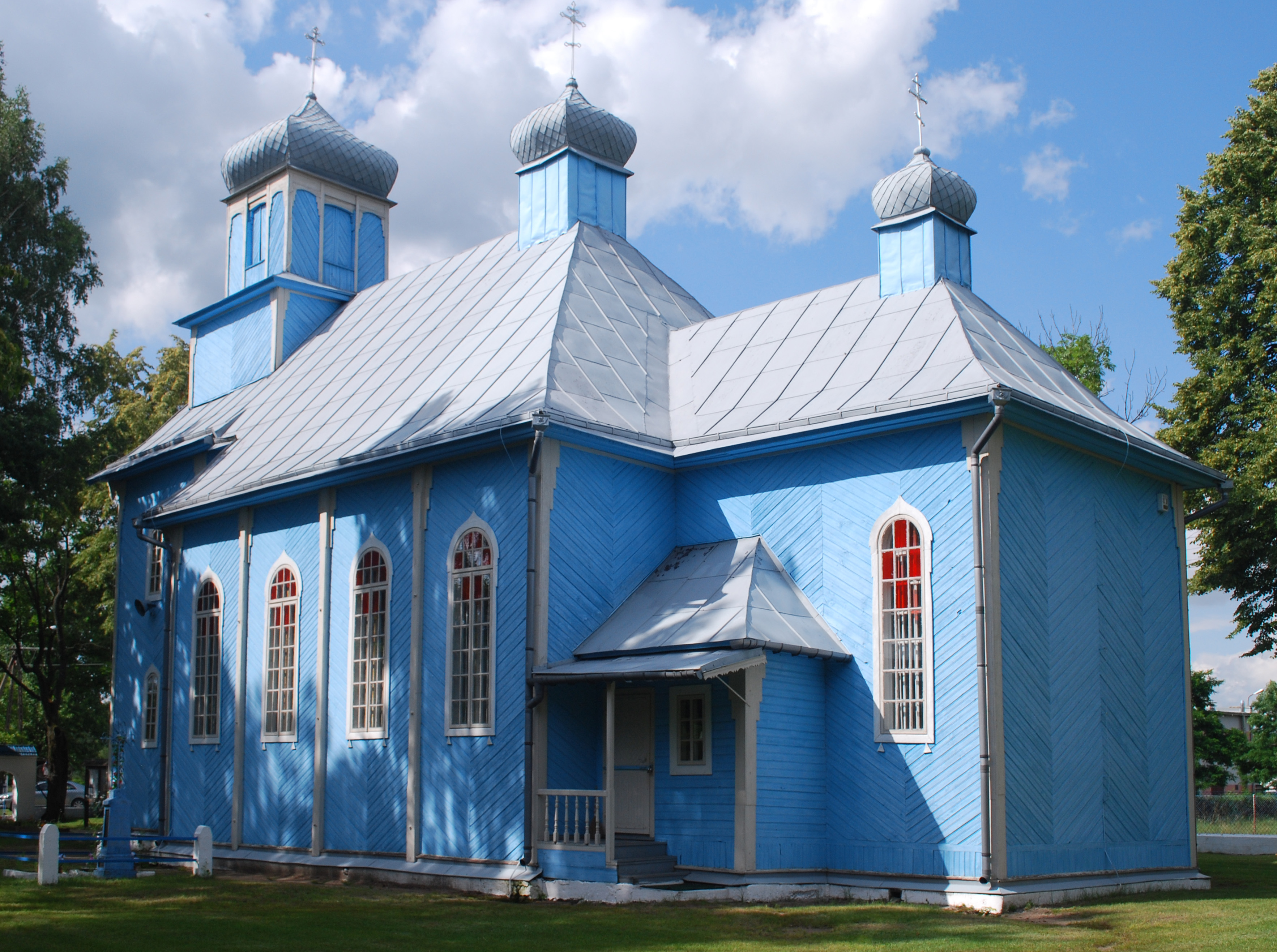
Orthodoxe Kirche

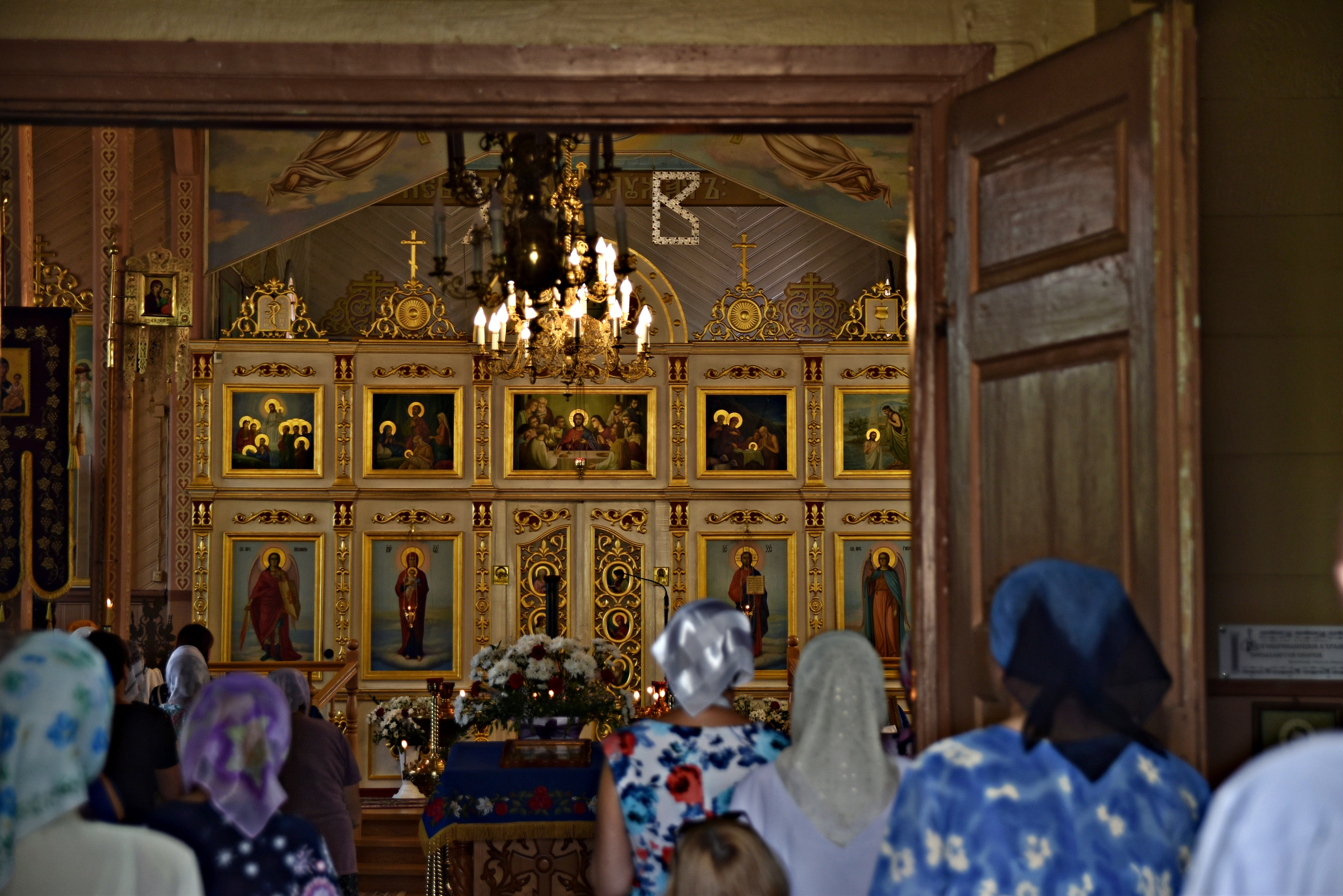
Kircheninneres

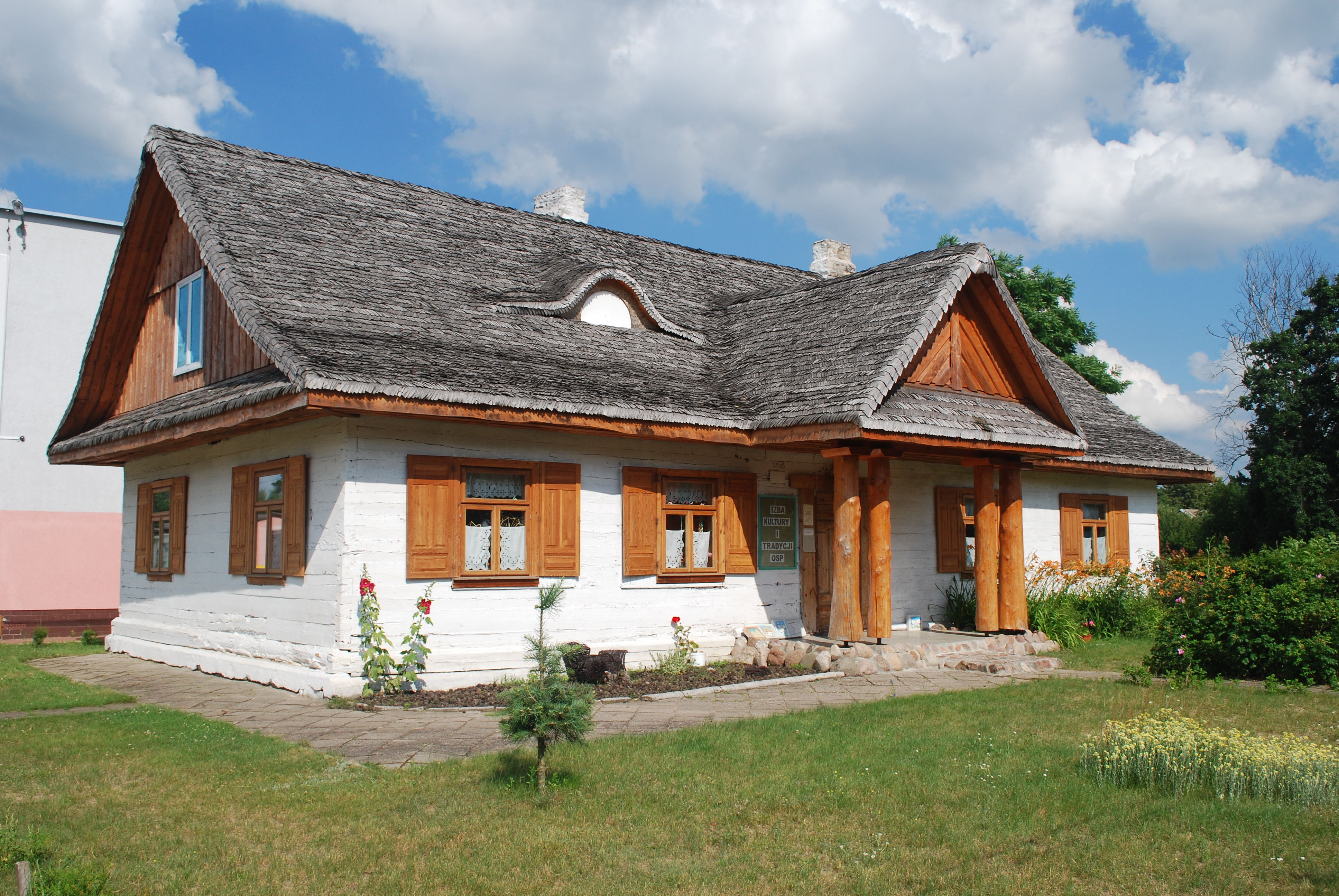
Dorfmuseum

- Die hölzerne Orthodoxe Kirche wurde von 1946 bis 1953, als Ersatz für die im Weltkrieg zerstörte, errichtet und 2015 in die Denkmalliste eingetragen.[1][6]
- Orthodoxer Friedhof mit mehr als einem Dutzend alter Kreuze aus dem 19. Jahrhundert
- Strohgedecktes Holzhäuschen vom Anfang des 20. Jahrhunderts[7]
- Die Freiwillige Feuerwehr hat ein kleines Dorfmuseum (Izba Kultury i Tradycji OSP) eingerichtet.[8]
- Gästen stehen mehrere Beherbergungsbetriebe,[9] eine Jugendherberge (PTSM), ein Ferienhaus und ein Campingplatz zur Verfügung.[1]
- Am Zalew Bachmaty mit Bootsverleih ist ein Strand angelegt.

Der Białowieża-Nationalpark ist etwa 30 Kilometer entfernt.

## Bildung und kulturelle Einrichtungen
Die Grundschule des Dorfs hatte 2018 69 Schüler (32 weiblich, 37 männlich) in 10 Klassen, die Mittelschule (gimnazjum) 31 Schüler in fünf Klassen. Von den Grundschülern lernen alle Englisch und 53 Russisch.
Im Gemeindezentrum mit 120 Sitzplätzen hatten 23 Veranstaltungen 862 Besucher. An drei festlichen Veranstaltungen nahmen 368 Personen teil, die drei Konzerte hatten 220 Besucher. Die Gemeindebibliothek hat einen Bestand von 10.676 Bänden und fünf Computer, die den Besuchern zur Verfügung stehen. (Stand jeweils 2020)

## Wirtschaft und Verkehr
Im Jahr 2020 gab es im Ort 34 Betriebe, davon einer im Bereich Land- und Forstwirtschaft sowie neun in Handel und Baugewerbe. Im Ort hat der polnische Grenzschutz eine Station.
Die Woiwodschaftsstraße DW685 führt von Kleszczele nach Hajnówka. Die beiden Städte sind 12 bzw. 14 Kilometer entfernt. Die nächste Bahnstationen ist Witowo in drei Kilometer Entfernung, die nächsten Bahnhöfe sind Hajnówka und Bielsk Podlaski, der nächste internationale Flughafen ist Warschau.

## Persönlichkeiten
- Jan Czykwin (Jan Čykvin; * 1940), Dichter in belarussischer Sprache, Übersetzer und Literaturhistoriker an der Universität Białystok.[10]